# Adam von Trott zu Solz

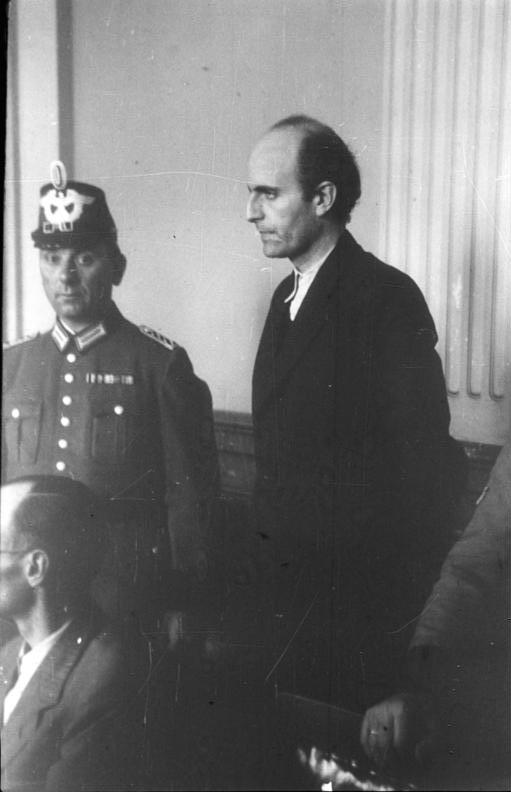
Adam von Trott zu Solz przed Volksgerichtshofem, 1944

Fryderyk Adam von Trott zu Solz (ur. 9 sierpnia 1909 w Poczdamie, zm. 26 sierpnia 1944 w Berlinie) – niemiecki prawnik oraz dyplomata, przeciwnik rządów nazistowskich.

## Życiorys
Trott zu Solz urodził się w Poczdamie w Niemczech, jako piąte dziecko Emilii Eleonory (z domu von Schweinitz) oraz urzędnika państwowego, Augusta von Trott zu Solz. W roku 1931 w ramach programu Rhodes Scholarship wyjechał na studia do college’u Balliol w Oksfordzie w Wielkiej Brytanii. Zaprzyjaźnił się tam z Davidem Astorem. Po studiach na Oksfordzie wyjechał na sześć miesięcy do Stanów Zjednoczonych. Był prapraprawnukiem Johna Jaya, jednego z ojców-założycieli Stanów Zjednoczonych. W roku 1937 został oddelegowany do Chin.
W trakcie swoich podróży po świecie próbował uzyskać poparcie dla wewnętrznego niemieckiego ruchu oporu przeciw nazizmowi. W roku 1939 przekonywał lorda Lothiana oraz lorda Halifaksa do wywarcia nacisku na rząd brytyjski, by ten zaniechał prowadzenia polityki ustępstw (appeasement) wobec Adolfa Hitlera. W tym celu odwiedził Londyn trzykrotnie. W październiku tego samego roku udał się z podobną misją do Waszyngtonu, jednak nie udało mu się uzyskać poparcia.
Przyjaciele przestrzegali Trotta przed powrotem do Niemiec, lecz jego przekonanie o konieczności powstrzymania szaleństwa Hitlera wzięło górę. Wkrótce, w roku 1940, Trott wstąpił do NSDAP, by mieć dostęp do informacji partyjnych i by móc obserwować działania partii. Jednocześnie pracował dla podziemnej grupy intelektualistów, szykującej się do obalenia Hitlera, znanej jako Krąg z Krzyżowej. Pełnił dla nich funkcję doradcy w sprawach zagranicznych. W czasie wojny Trott wspomagał indyjskiego przywódcę, Subhasa Chandrę Bosego w tworzeniu Specjalnego Biura ds. Indii. Bose emigrował do Niemiec na początku wojny, a później objął dowództwo nad Ochotniczym Legionem Indyjskim, podległym Wehrmachtowi.
Trott uczestniczył w zorganizowanym przez Clausa von Stauffenberga zamachu na życie Hitlera w dniu 20 lipca 1944 roku. Kilka dni później został aresztowany, postawiony przed sądem i skazany na śmierć 15 sierpnia 1944 roku. Powieszono go w więzieniu Plötzensee 26 sierpnia.
Trott jest jednym z pięciu obywateli niemieckich, upamiętnionych tablicą kamienną na terenie college’u Balliol w Oksfordzie.
Adam Trott napisał książkę Filozofia państwa według Hegla a prawo międzynarodowe (Hegels Staatsphilosophie und das internationale Recht) (1932).